# Rubus nigerrimus
Rubus nigerrimus är en rosväxtart som först beskrevs av Edward Lee Greene, och fick sitt nu gällande namn av Per Axel Rydberg. Rubus nigerrimus ingår i släktet rubusar, och familjen rosväxter. Inga underarter finns listade i Catalogue of Life.